# Matteo da Bascio

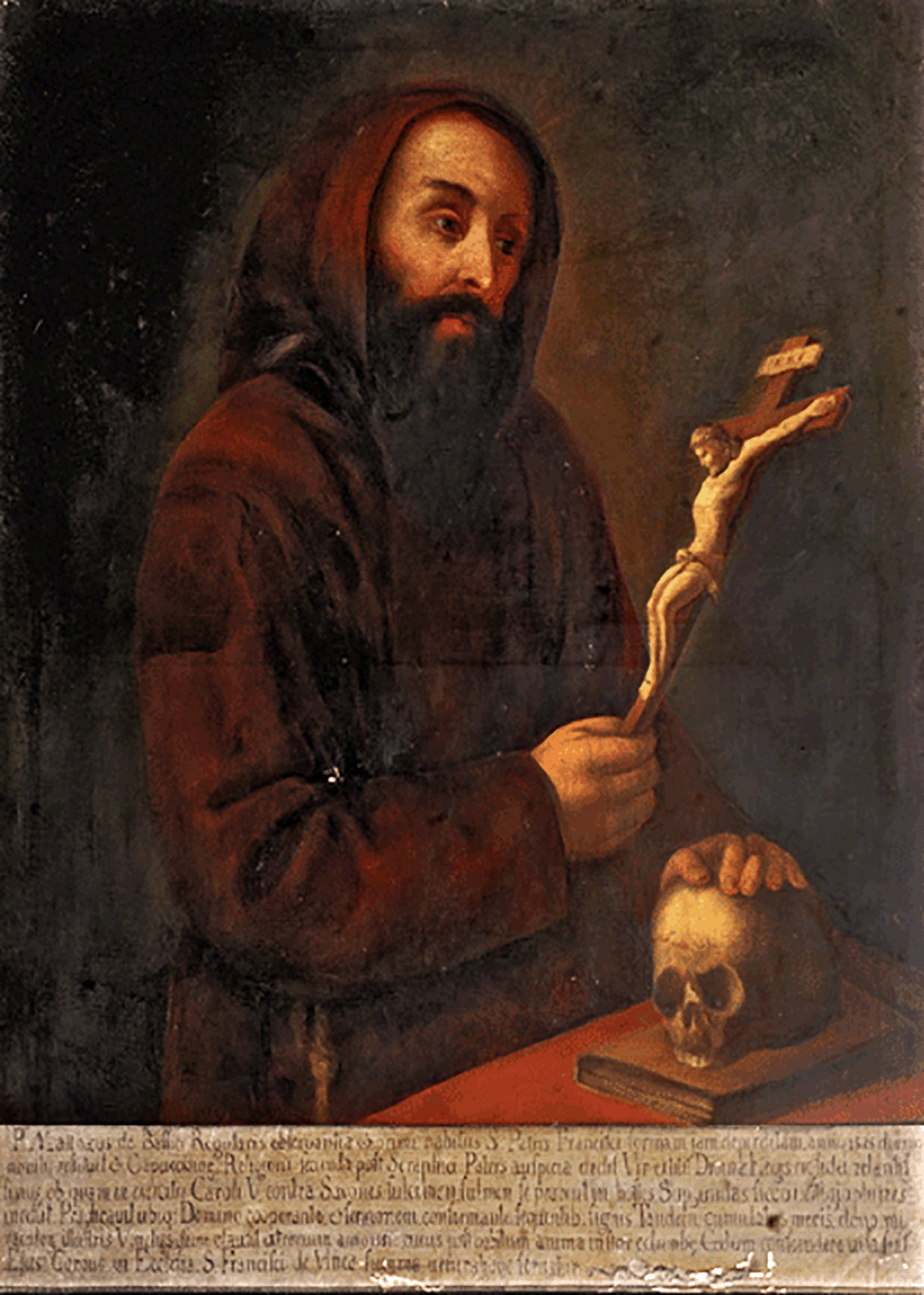
Matteo da Bascio.

Matteo Da Bascio (Pennabilli, 1495 – Venetië, 1552) is stichter van de Kapucijnerorde. Zij is een afsplitsing van de Franciscanen, opgericht ter name van Franciscus van Assisi. Mattheus van Bascio was actief in de politiek en fanatiek aanhanger van de Franciscanen, maar vond zelf dat er verbeteringen konden uitgeoefend worden.